# Thue (rivière)
Pour les articles homonymes, voir Thue.
La Thue est une rivière française de Normandie, dans le département du Calvados, affluent droit du fleuve la Seulles.

## Géographie
La Thue prend sa source dans la commune de Brouay, entre les lieux-dits la Pallière et les Basses Guerres, à 54 m d'altitude et prend la direction du nord-est. Elle se joint aux eaux de la Seulles, après un parcours de 12,4 km entre Bessin et plaine de Caen, sur la commune de Amblie, à 5 m d'altitude. Sur la commune de Sainte-Croix-Grand-Tonne, La Thue et le Goupil passent sous la Route nationale 13

### Communes et cantons traversés
Dans le seul département du Calvados, La Thue traverse six communes et un canton :
- dans le sens amont vers aval : Thue et Mue (commune déléguée de Brouay, source), Loucelles, à nouveau Thue et Mue (Sainte-Croix-Grand-Tonne), Rots (Secqueville-en-Bessin), Moulins-en-Bessin (Cully), Le Fresne-Camilly et Ponts sur Seulles (Lantheuil et Amblie, confluence).

Soit en termes de cantons, la Thue a son cours sur le canton de Thue et Mue, partagé entre les arrondissements de Bayeux et de Caen.

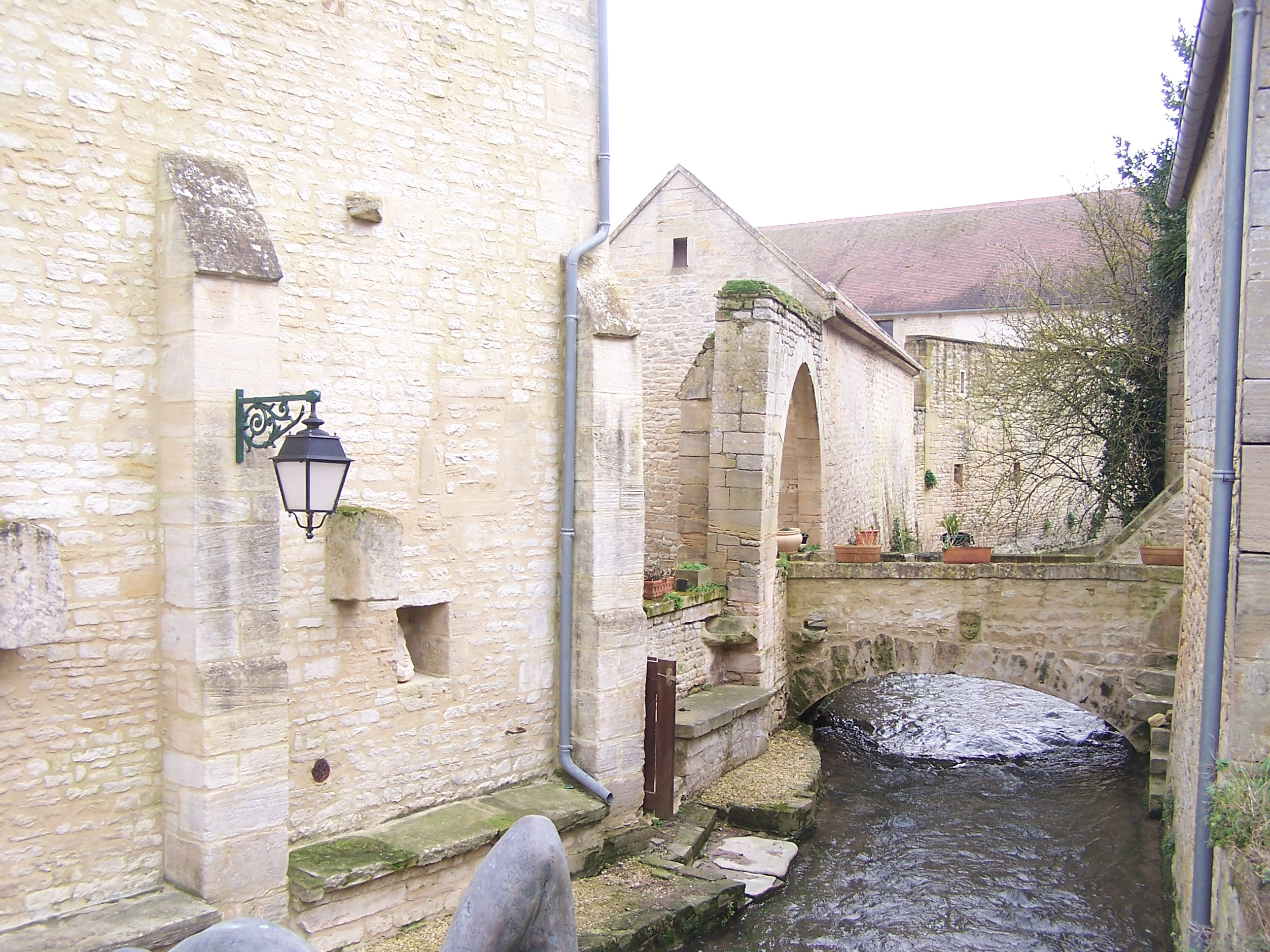
Dernier pont piéton de la Thue en face du logis seigneurial d'Amblie.
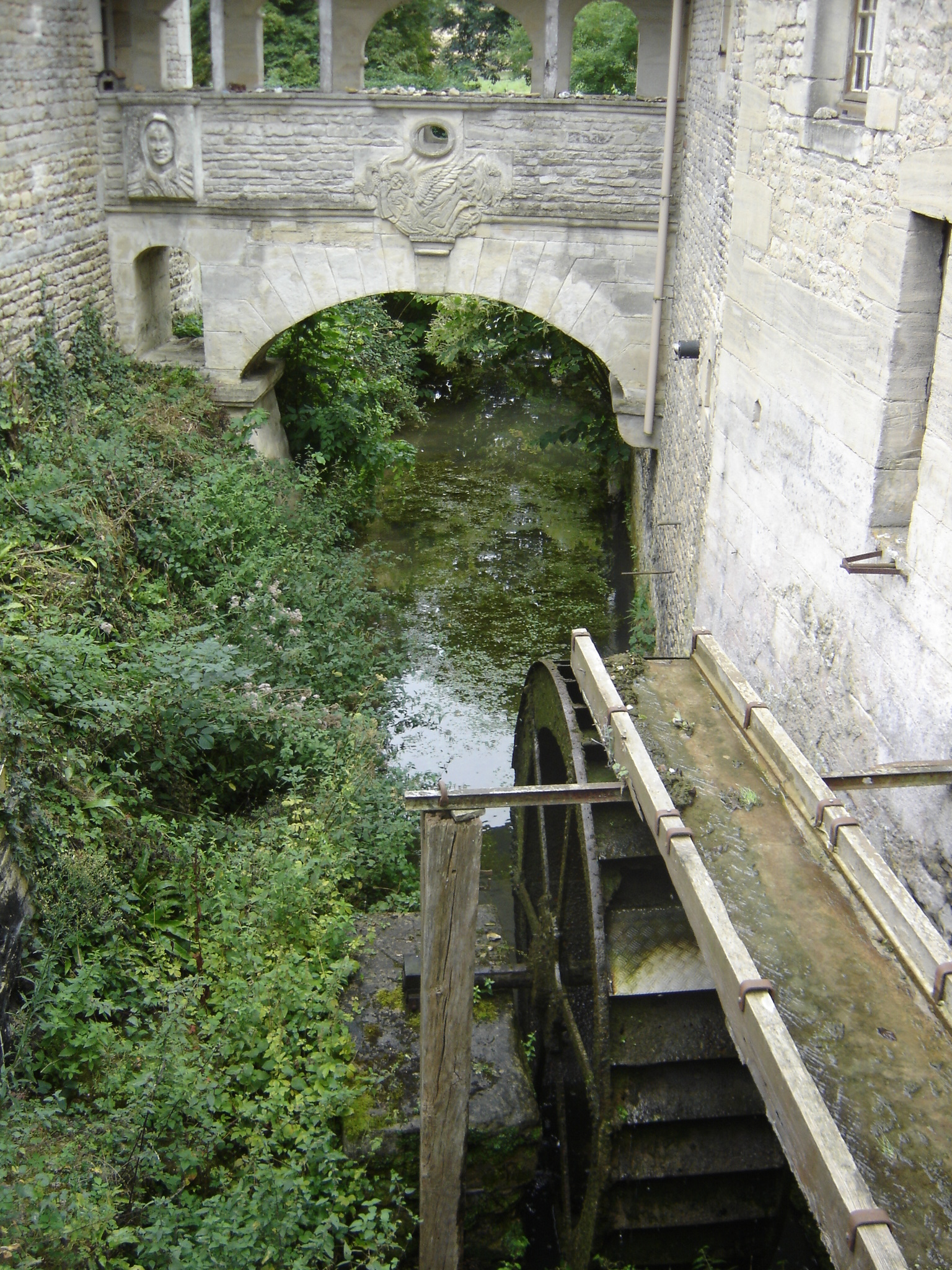
Le moulin à foulon au Fresne-Camilly a été construit en 1777. Le mécanisme actuel en a fait un moulin à blé.

## Toponymes
La Thue a donné son hydronyme à la nouvelle commune, depuis le 1er janvier 2017, de Thue et Mue.

## Hydronymie
Consacrée à la déesse gallo-romaine  Tutela[réf. nécessaire].

### Bassin versant
La Thue traverse les trois zones hydrographiques suivantes de « La Thue de sa source au confluent de la Seulles (exclu) », « La Seulles du confluent du ruisseau du Pont Saint Esprit (exclu) au confluent de la Thue (exclu) », « La Seulles du confluent de la Thue (exclu) au confluent de la Mue (exclu) ». D'une superficie de 53 km2, le bassin versant de la Thue avoisine à l'est celui de la Mue et au sud celui du Bordel (deux autres affluents de la Seulles). À l'ouest et au nord-ouest, il est voisin du bassin direct du fleuve côtier. Le confluent est au nord-est du bassin.

### Organisme gestionnaire
L'organisme gestionnaire est le SMSA ou Syndicat Mixte de la Seules et de ses Affluents, sis à Fontenay-le-Pesnel.

## Affluents
Modeste rivière, la Thue n'a que deux affluents référencés : 
- le Goupil (rd[note 1]), 4,2 km sur les trois communes de Cristot (source), Brouay, et Loucelles (confluence).
- la Gronde (rg), 5,2 km sur les quatre communes de Coulombs (source), Saint-Gabriel-Brécy, Creully, Lantheuil (confluence).

### Rang de Strahler
Donc le rang de Strahler de la Thue est de deux.

## Hydrologie
Son régime hydrologique est dit pluvial océanique.

## Aménagements et écologie

### ZNIEFF
La Thue est en zone naturelle d'intérêt écologique, faunistique et floristique de type I :
- la ZNIEFF 250006505 - Vallées de la Seulles, de la Mue et de la Thue, de 1 145 hectares décrite depuis 1983 sur vingt-deux communes[5]